# Samsung Galaxy Tab 2 10.1
Samsung Galaxy Tab 2 10.1 — 10,1-дюймовый планшетный компьютер на базе Android, производимый и продаваемый компанией Samsung Electronics. Он принадлежит ко второму поколению серии Samsung Galaxy Tab, в которую также входит 7-дюймовая модель Galaxy Tab 2 7.0. О нём было объявлено 25 февраля 2012 года, а запуск в США — 13 мая 2012 года. Это преемник Samsung Galaxy Tab 10.1.

## История
Galaxy Tab 2 10.1 был анонсирован 25 февраля 2012 года. Он был показан вместе с Galaxy Tab 2 7.0 на Всемирной мобильной конференции 2012 года. Хотя запуск этих двух устройств изначально планировался на март, они этого не сделали. Samsung объяснила задержку неустановленными проблемами с Ice Cream Sandwich. Позже Samsung подтвердила, что Galaxy Tab 2 10.1 будет выпущен в марте, а в США 13 мая по цене 399,99 долларов США за модель 16 ГБ.

## Программное обеспечение
Galaxy Tab 2 10.1 изначально был выпущен с Android 4.0 Ice Cream Sandwich, включая приложения от Google и Samsung, а также средство запуска приложений Samsung TouchWiz UX. В сентябре 2013 года Samsung выпустила обновление до Android 4.1.2 Jelly Bean как по беспроводной сети, так и через Samsung Kies.

## Аппаратное обеспечение
Galaxy Tab 2 10.1 доступен в вариантах только с Wi-Fi и 3G и Wi-Fi. Объём памяти варьируется от 16 ГБ до 32 ГБ в зависимости от модели со слотом для карты microSDXC для расширения. Он оснащен 10,1-дюймовым ЖК-экраном PLS с разрешением 1280x800 пикселей. Он также оснащен фронтальной камерой VGA без вспышки и 3,2-мегапиксельной задней камерой. Он также имеет возможность записывать HD-видео. Он также имеет 30-контактный разъем для док-станции.